# Jolly-Mausmaki

Verbreitungsgebiet (rot)

Der Jolly-Mausmaki (Microcebus jollyae) ist eine auf Madagaskar lebende Primatenart aus der Gattung der Mausmakis innerhalb der Gruppe der Lemuren. Die Art wurde 2006 erstbeschrieben, der Name ehrt die Primatenforscherin Alison Jolly.
Jolly-Mausmakis sind mit einer Kopfrumpflänge von 9 bis 10 Zentimetern, einer Schwanzlänge von 12 Zentimetern und einem Gewicht von rund 61 Gramm sehr kleine Primaten. Ihr Fell ist an der Oberseite einheitlich rotbraun gefärbt, der Bauch und die Kehle sind weißgrau. Der rundliche Kopf ist wie bei allen Mausmakis durch die großen Augen und die großen Ohren charakterisiert.
Diese Primaten bewohnen tropische Regenwälder im südöstlichen Madagaskar, ihr Verbreitungsgebiet liegt ungefähr zwischen den Flüssen Mananara und Mananjary. Über die Lebensweise dieser neuentdeckten Art ist noch sehr wenig bekannt. Wie alle Mausmakis dürfte sie nachtaktiv sein und sich vorwiegend auf den Bäumen aufhalten. Mausmakis sind generell Allesfresser, die sich vorwiegend von Früchten und Insekten ernähren.
Die IUCN listet die Art als „stark gefährdet“ (endangered).